# Stora och Lilla Ullfjärden
Stora och Lilla Ullfjärden este o arie protejată (arie specială de conservare — SAC, sit de importanță comunitară — SCI) din Suedia întinsă pe o suprafață de 216,8 ha, integral pe uscat.

## Localizare
Centrul sitului Stora och Lilla Ullfjärden este situat la coordonatele 59°36′13″N 17°31′09″E / 59.6036°N 17.5192°E.

## Înființare
Situl Stora och Lilla Ullfjärden a fost declarat sit de importanță comunitară în aprilie 2004 pentru a proteja 1 specie de plante. Situl a fost protejat și ca arie specială de conservare în martie 2011.

## Biodiversitate
Situată în ecoregiunea boreală, aria protejată conține 1 habitat natural: Ape stătătoare oligotrofe până la mezotrofe, cu vegetație de Littorelletea uniflorae și/sau de Isoëto-Nanojuncetea.
La baza desemnării sitului se află o specie protejată de  plante: Alisma wahlenbergii.